# Boso de Provence

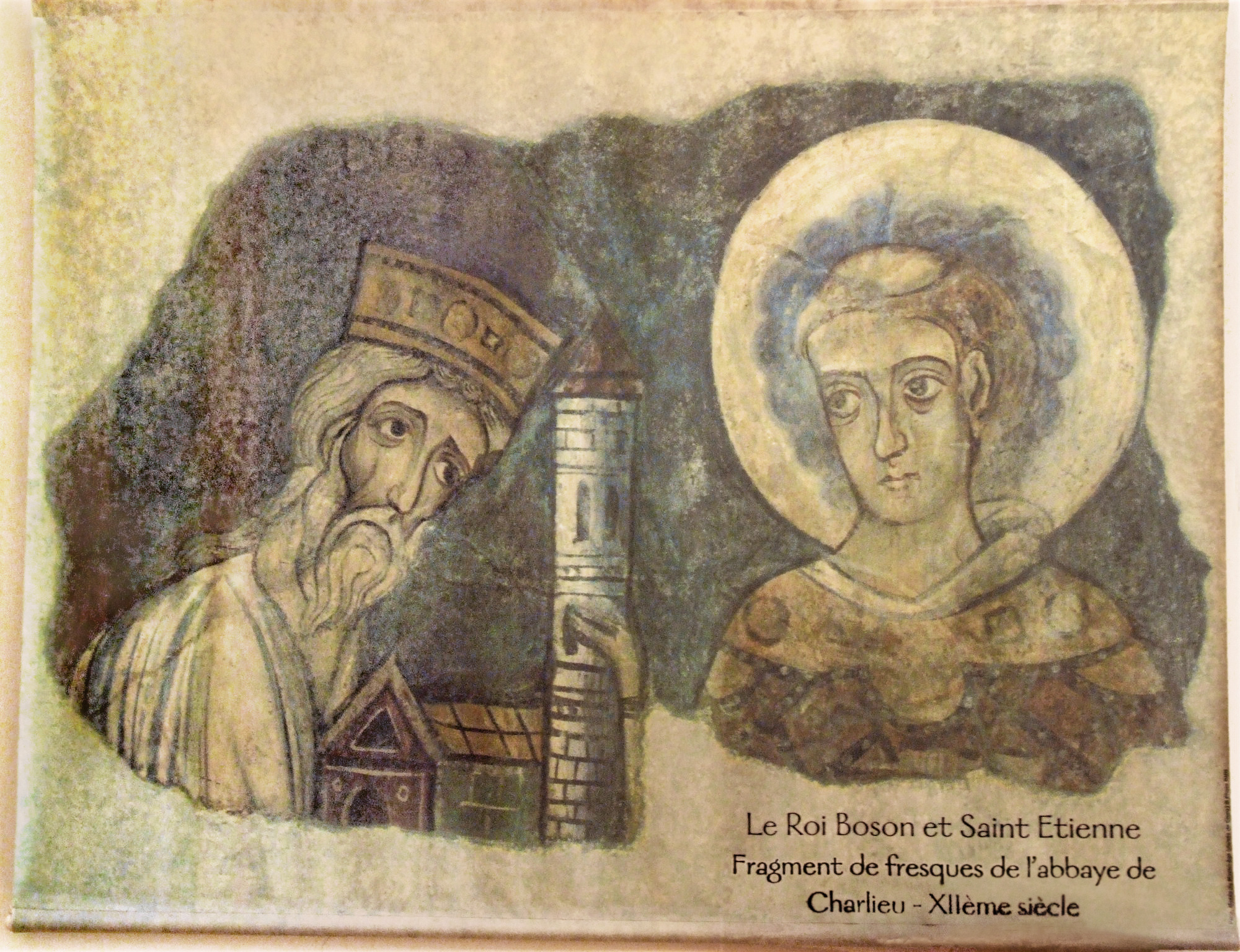
Regele Boso, o frescă de Charlieu Abbey.

Boso (n. 844 d.Hr. – d. 11 ianuarie 887 d.Hr., Vienne, Auvergne-Rhône-Alpes, Franța) a fost un nobil francez din familia Bosonid, care făcea parte din Dinastia Carolingiană. El a fost rege în Provența în perioada 879 – 887.
1. ↑  La Préhistoire des Capétiens[*] Verificați valoarea |titlelink= (ajutor)
2. ↑  La Préhistoire des Capétiens[*], p. 269-270 Verificați valoarea |titlelink= (ajutor)
3. ↑   https://www.geni.com/people/Ermengarde-de-Bourgogne-Daughter-of-Boson/6000000004586565260 Lipsește sau este vid: |title= (ajutor)
4. ↑  La Préhistoire des Capétiens[*], p. 39 Verificați valoarea |titlelink= (ajutor)